# Asparges (art)
Asparges (Asparagus officinalis, almindelig asparges) er en 60-100 centimeter høj urt, der i Danmark vokser på kystnære overdrev og skrænter. Den er desuden almindelig dyrket og ses forvildet herfra.

## Beskrivelse
Asparges er en flerårig urt med en busket vækst. Skuddene er oprette eller overhængende, glatte og tæt forgrenede. Bladene er hindeagtige og skælformede, men de knippestillede og nåleagtige sideskud træder i stedet for egentlige blade. Småskuddene er lysegrønne på alle sider.
Blomstrer i juni-juli, hvor man finder de stilkede og hængende blomster ved grenvinklerne. De enkelte blomster kan være tvekønnede eller enkønnede. Hanblomster er en smule større end hunblomster. Begge slags er 6-tallige med gulgrønne blosterblade. Bærrene er lakrøde.
Rodnettet består af vandrette jordstængler, som bærer de trævlede rødder og de oprette skud. Underjordiske skud er blege eller svagt violette med tydelige, skælformede blade. Asparges er en sukkulent grundet de saftige, kødfulde rødder.
Højde x bredde og årlig tilvækst: 1,00 x 0,60 m (100 x 60 cm/år).

## Voksested
Arten hører oprindelig hjemme i varme og tempererede egne i Sydeuropa, Lilleasien og Nordafrika, hvor den foretrækker flodbredderne. Arten er forvildet og naturaliseret langs kysterne i det østlige Danmark.
Arten er vildtvoksende langs udtørrede flodløb i det nordlige Grækenland, hvor den findes sammen med bl.a. alm. syren, asiatisk singrøn, bjergstenfrø, blodrød storkenæb, dværgmandel, engriflet hvidtjørn, guldhårasters, håret alant, kirsebærkornel, Nepeta pannonica, rundbladet bærmispel, skærmokseøje, sommeranemone, svalerod og ædelkortlæbe.

## Anvendelse
Når man taler om asparges som grøntsag, sigtes til de unge skud af planten, der har været brugt i madlavning langt tilbage i tiden og nævnes i den ældste, bevarede kogebog, Apicius' De re coquinaria (bog III) fra 200-tallet e.Kr.
|           |
| Asparges. |

|                                   |
| Hvid og grøn asparges i en butik. |